# Scouse

Vị trí của Merseyside trên đảo Anh

Scouse (/skaʊs/; có khi được gọi trong nguồn hàn lâm là tiếng Anh Liverpool hay tiếng Anh Merseyside) là một giọng và phương ngữ tiếng Anh hiện diện chủ yếu ở hạt Merseyside. Giọng Scouse có nét đặc trưng riêng, khác hẳn với giọng những vùng xung quanh. Về lịch sử, Scouse một thời chỉ có mặt trong thành phố Liverpool, nhưng đến thập niên 1950, hoạt động dọn dẹp khu ổ chuột đã gây ra làn sóng di dân từ Liverpool đến vùng lân cận mới phát triển tại Merseyside. Sự phát triển của Liverpool (cùng vùng ngoại ô thành phố) đã mang Scouse đến những địa phương gần đó, chẳng hạn Runcorn và Widnes, mà về lịch sử chẳng mấy dính dáng đến Liverpool. Từ sự đa dạng nội tại, cộng với việc một số từ khẩu ngữ gốc Scouse ngày một lan rộng, ta vừa có thể thấy rằng Scouse đang ngày một tách biệt khỏi phương ngữ lịch sử Lancashire vừa thấy được sự ảnh hưởng của phương ngữ này lên khu vực rộng hơn xung quanh. Trong tiếng Anh, dân bản xứ/cư dân Liverpool có thể được gọi là Liverpudlians, Liverpolitans, Wackers, nhưng tên gọi thường thấy nhất là Scousers.

## Từ nguyên
Từ "scouse" là dạng rút ngắn của "lobscouse", một món ăn có tên gọi gốc gác không rõ ràng. Từ này cùng gốc với từ "lapskaus" tiếng Na Uy, "lapskojs" tiếng Thuỵ Điển, "labskovs" tiếng Đan Mạch, cũng như "labskaus" tiếng Hạ Đức. Đây là tên một món hầm mà thủy thủ thường ăn. Vào thế kỷ XIX, người nghèo ở Liverpool, Birkenhead, Bootle và Wallasey thường ăn scouse do đây vừa là món ăn rẻ tiền, vừa quen thuộc với gia đình có người đi biển. Dân vãng lai do vậy thường gọi họ là "Scousers". Trong The Lancashire Dictionary of Dialect, Tradition and Folklore, Alan Crosby đề xuất rằng từ "Scouse" trở nên nổi danh là nhờ vào bộ sitcom Till Death Us Do Part (1965 – 1975) của BBC; trong chương trình này, thường xuyên diễn ra cuộc đấu võ mồm giữa một nhân vật gốc Liverpool theo chủ nghĩa xã hội với một người Cockney theo phái bảo thủ.

#### Nguyên âm đơn

Nguyên âm đơn trong Scouse (từ Watson (2007)). //eː// và //ɑː// cho thấy sự biến thiên tha âm đáng kể.

Nguyên âm đôi trong Scouse (biểu đồ 1, từ Watson (2007))

Nguyên âm đôi trong Scouse (biểu đồ 2, từ Watson (2007)). //ɛʉ// có biến thiên đáng kể về tha âm.